# Schizomus peteloti
Schizomus peteloti är en spindeldjursart som först beskrevs av Jules Rémy 1946.  Schizomus peteloti ingår i släktet Schizomus och familjen Hubbardiidae. Inga underarter finns listade i Catalogue of Life.